# Hongzhi
Hongzi (30 juli 1470 - 8 juni 1505) was de 9e keizer van de Chinese Mingdynastie tussen 1487 en 1505. Geboren als Zhu Youtang was hij de zoon van keizer Chenghua. Zijn regering als keizer van China is bekend onder de naam Hongzhi Silver Age. Hij was een wijs en vredelievend heerser.